# Pteroptrix nudicella
Pteroptrix nudicella är en stekelart som först beskrevs av Huang 1992.  Pteroptrix nudicella ingår i släktet Pteroptrix och familjen växtlussteklar. Inga underarter finns listade i Catalogue of Life.